# Helena Abreu
Helena Abreu (Seia, 4 de agosto de 1924) é uma pintora portuguesa. 

## Biografia
Maria Helena Pais de Abreu nasceu na freguesia de Santa Eulália, concelho de Seia a 4 de agosto de 1924.
Em 1948 termina o Curso Especial de Pintura pela Escola Superior de Belas Artes do Porto, tendo sido aluna dos mestres Joaquim Lopes, Dórdio Gomes e Barata Feyo.
No mesmo ano, participa na Missão Estética de Férias, pela Academia Nacional de Belas-Artes, realizada em Vila Viçosa, sob a direção do Mestre Varela Aldemira.
É autora de uma vasta obra no campo da ilustração, pintura, desenho, aguarela e escultura. Trabalhou na “pintura a fresco” realizando diversos murais em habitações unifamiliares.
Foi autora de quatro livros didáticos para 2.º e 3.º ciclo dos liceus tendo sido coautora com seu marido, arq. Francisco Pessegueiro de Miranda, do “Compêndio de Desenho”, Livro único para a disciplina de Desenho, durante 15 anos (edições: 1958, 1963, 1968).
A partir da sua 1.ª Exposição individual no Ateneu Comercial do Porto, em 1968, veio a intensificar a sua atividade na pintura nas décadas de 70, 80 e 90, consagrada em especial à figura da mulher, enquadrada nas mais diversas atmosferas quotidianas.

## Obras

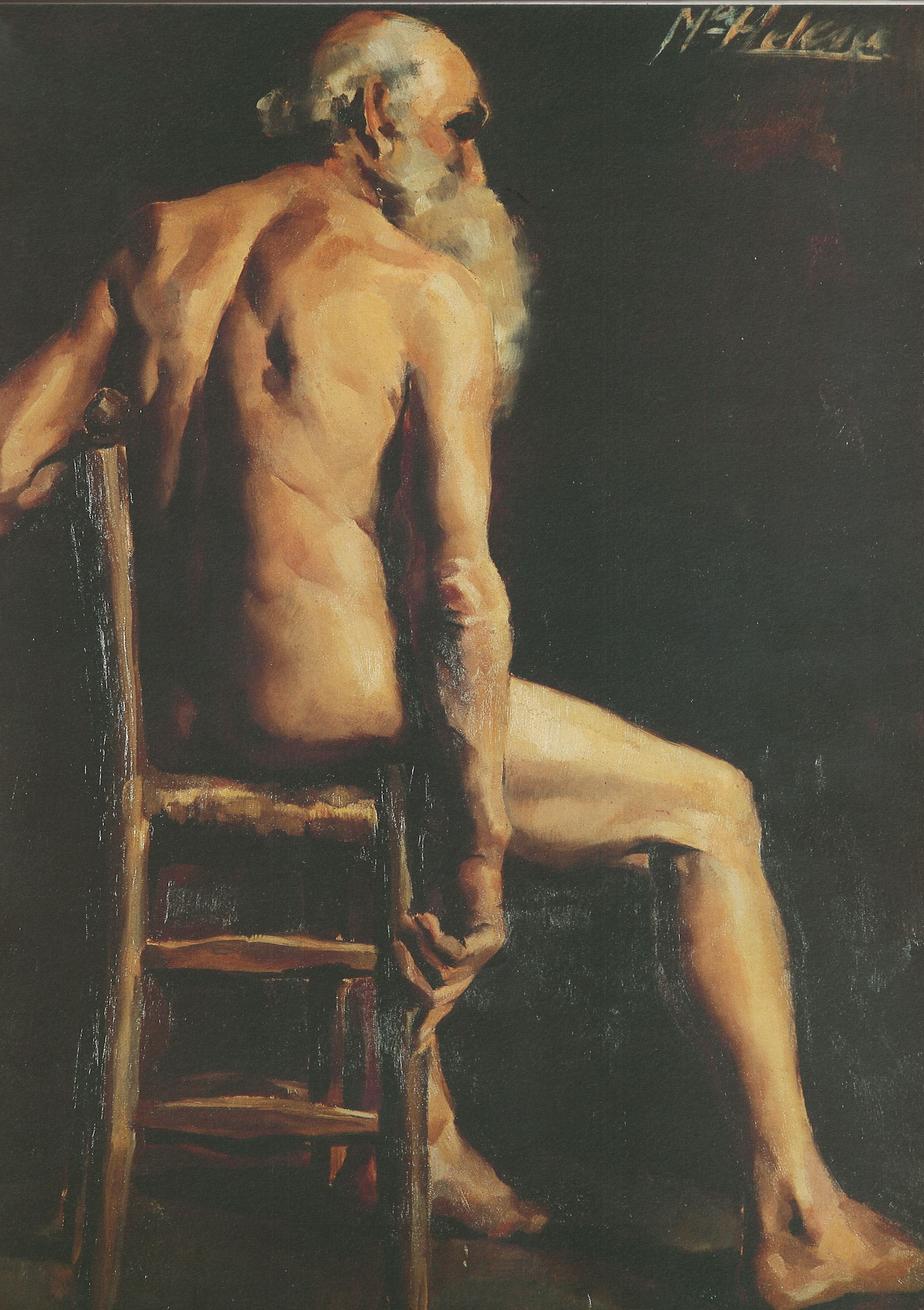
O Velho Modelo - 1947 -  óleo sobre cartão - 80x64 cm
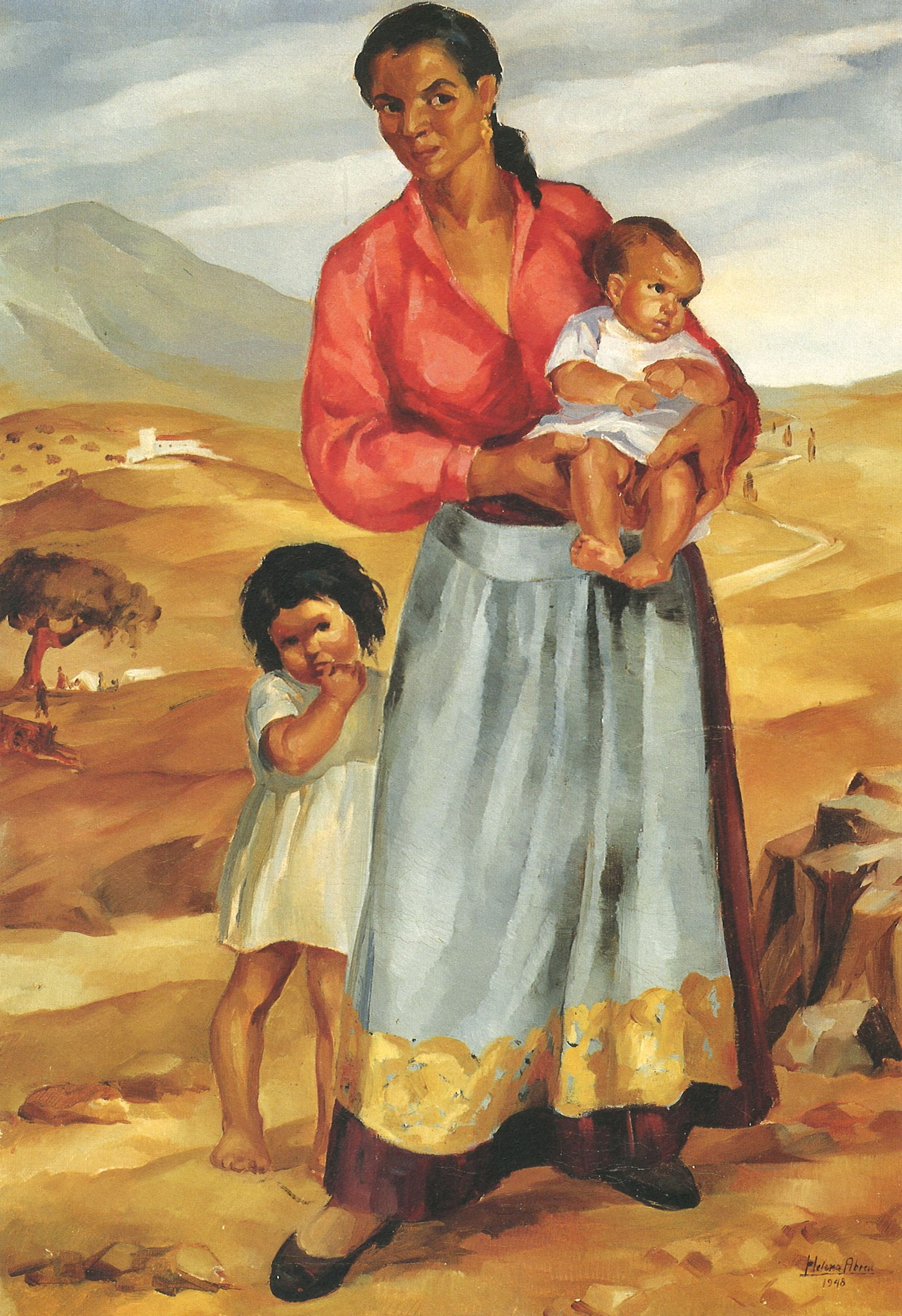
Cigana - 1948
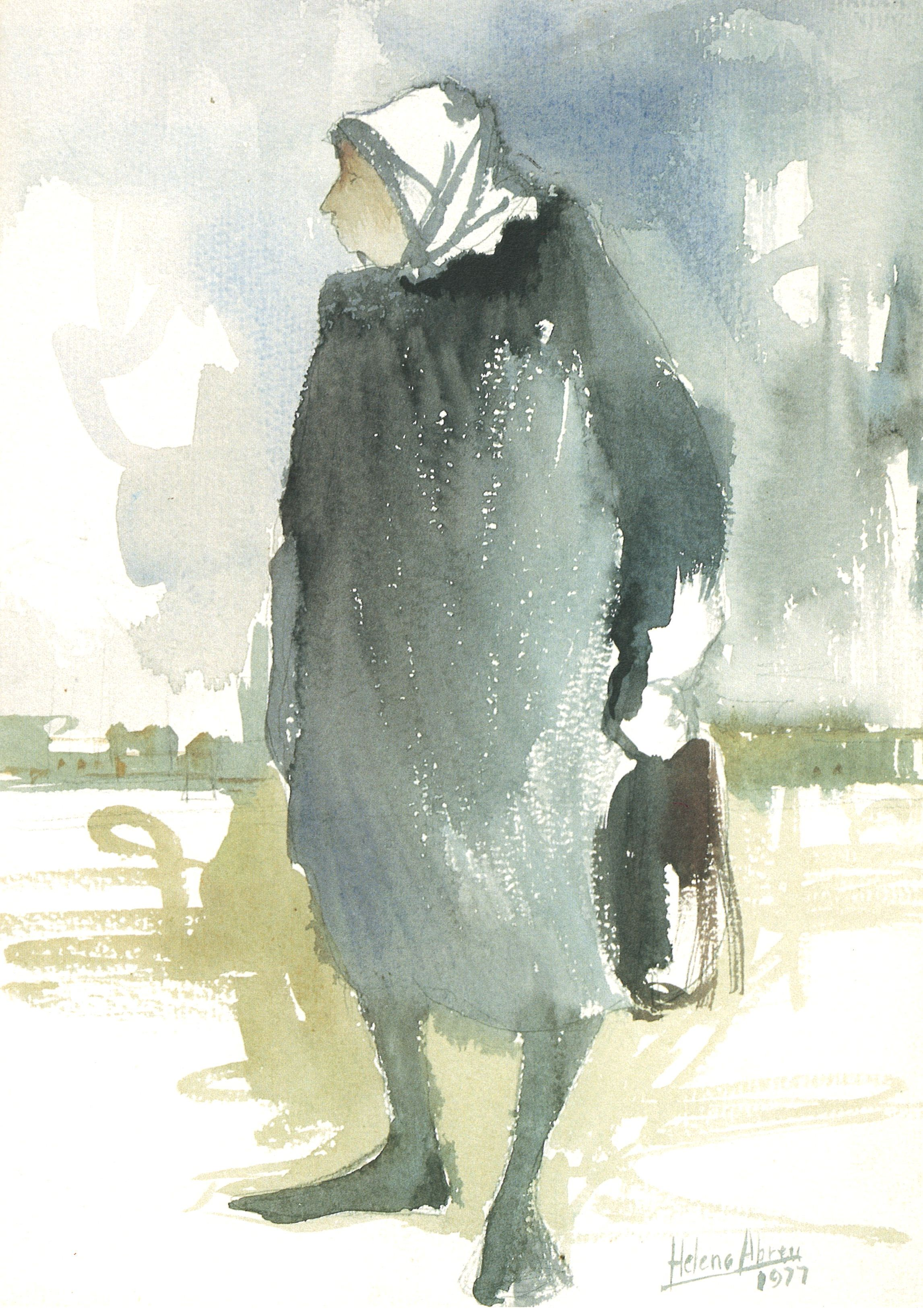
A Velha - 1977 - aguarela - 30x22 cm
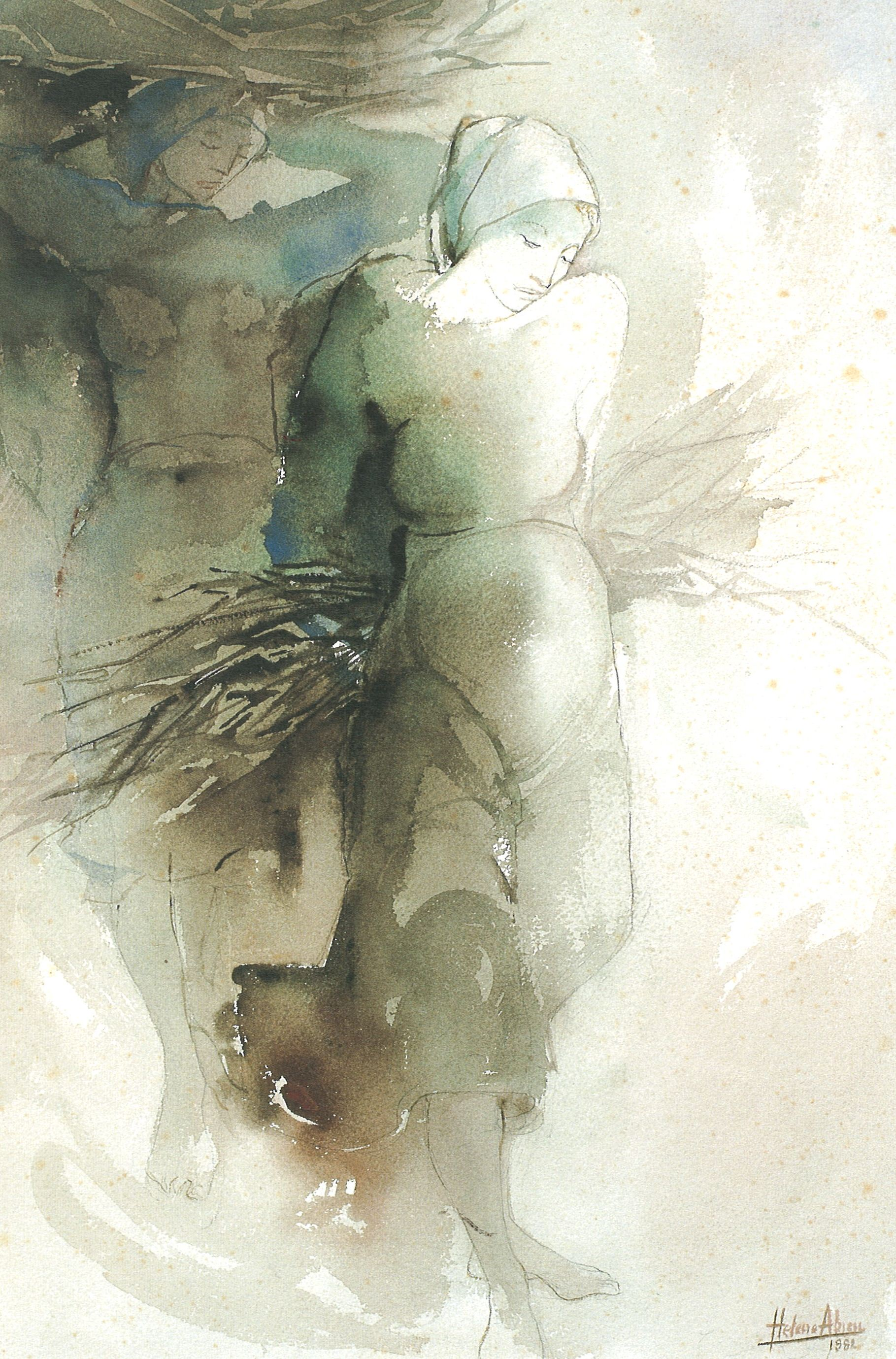
Aproximação do Inverno - 1982 - aguarela - 55x36cm
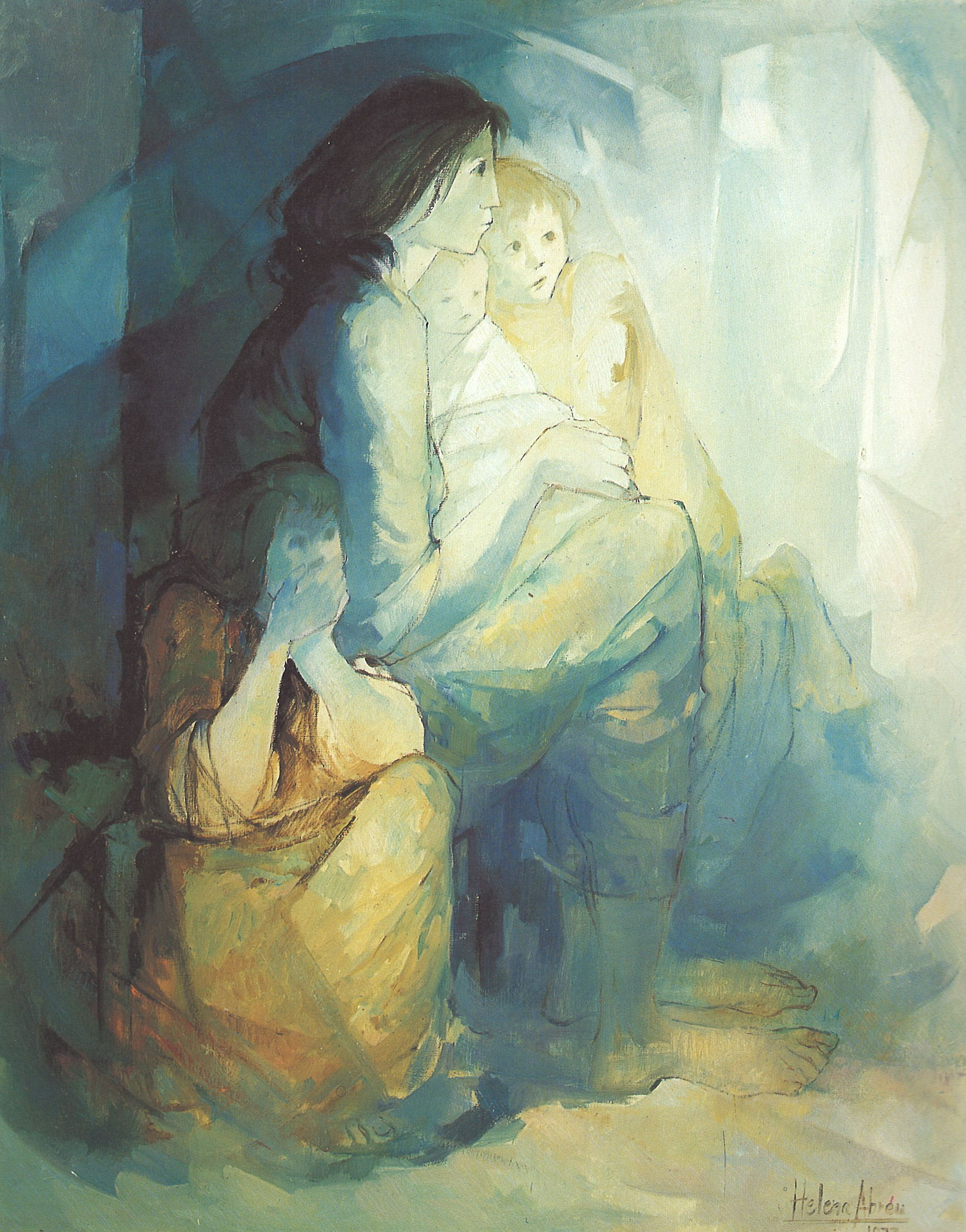
"Sem Natal" - 1977 - óleo sobre tela - 100 x 82 cm

## Livros publicados

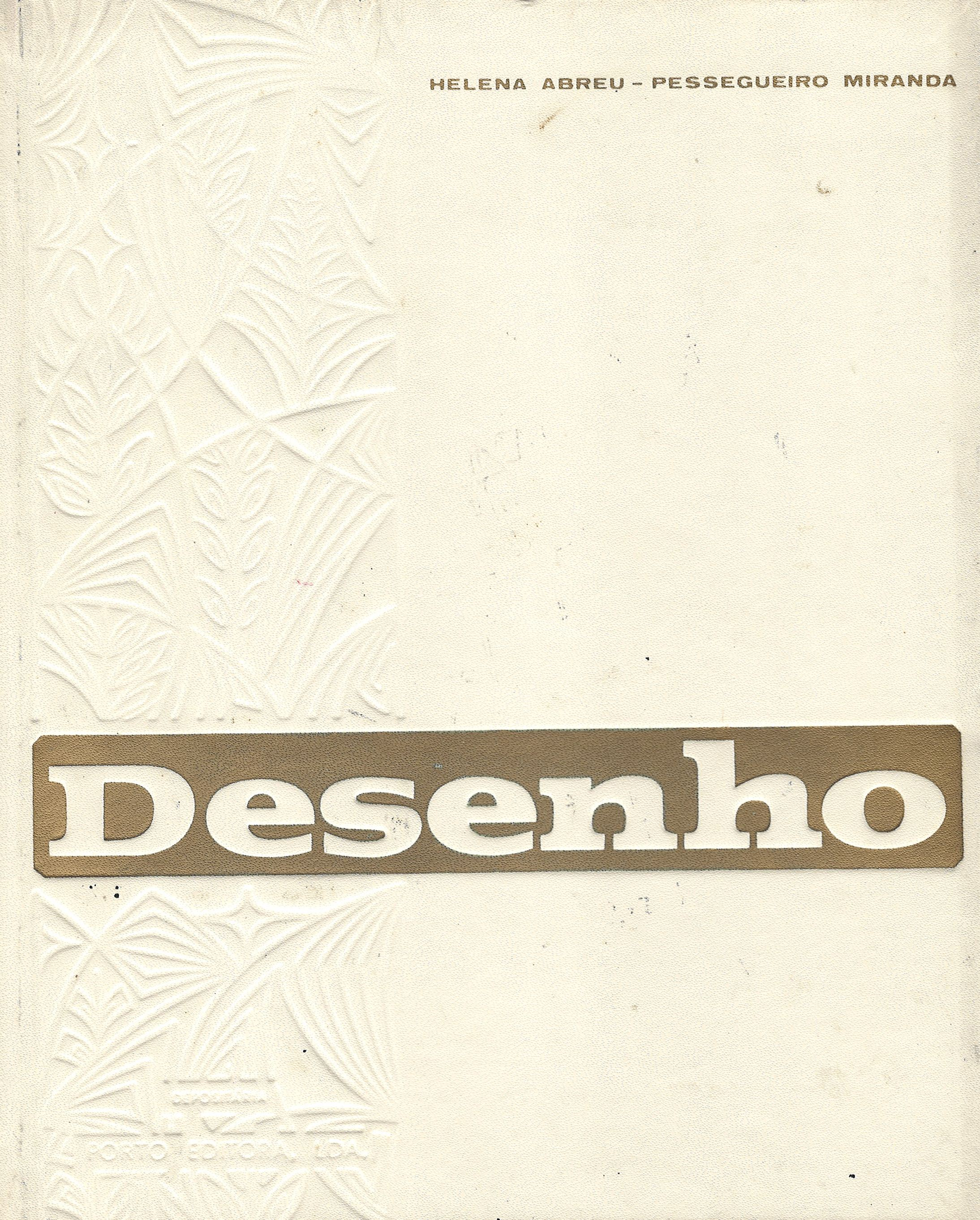
Livro "Desenho" - 1954 - em co-autoria com Francisco Pessegueiro

- 1954 - "Desenho - 2º Ciclo" (Em coautoria com Francisco Pessegueiro Miranda). Edições Porto Editora.
- 1973 - "Educação Artística - ensino liceal" Edições Porto Editora.
- 1991 - "Helena Abreu"
- 1997 - "Desenhos - Helena Abreu" - com poemas de António Gedeão.
- 2004 - "Helena Abreu - Retrospectiva" Edição da Câmara Municipal de Matosinhos.

## Exposições individuais
- 1968 - Ateneu Comercial do Porto, Porto.[3]
- 1972 - Sociedade de Estudos de Moçambique (conjunta com seu filho, Abreu Pessegueiro), Lourenço Marques.[3]
- 1974 - Fundação Eng. António Almeida, Porto.[3]
- 1976 - Caja de Ahorros, Vigo.[3]
- 1978 - Fundação António Almeida, Porto.[3]
- 1978 - Universidade do Minho, Braga.[3]
- 1980 - Hotel da Balaia, Albufeira.[3]
- 1981 - Fundação Eng. António Almeida, Porto.[3]
- 1982 - Galeria de Arte do Casino Estoril, Estoril.[3]
- 1983 - Fundação Eng. António Almeida, Porto.[3]
- 1984 - Fundação Eng. António Almeida, Porto.[3]
- 1986 - Fundação Eng. António Almeida, Porto.[3]
- 1986 - Museu Nacional de Aveiro, Aveiro.[3]
- 1987 - Galeria Tempo, Lisboa.[3]
- 1988 - Fundação Eng. António Almeida, Porto.[3]
- 1990 - Galeria dos Paços do Concelho, Matosinhos.[3]
- 1991 - Cooperativa Arvore (lançamento do livro Helena Abreu), Porto.[3]
- 1992 - Galeria de Arte do Casino Estoril - "20 anos depois" (2ª conjunta com Abreu Pessegueiro), Estoril.[3]
- 1993 - Galeria Gonfilarte - "Entre Apolo e Dionísio" (3.ª conjunta com Abreu Pessegueiro),[3]
- 1993 - Vila Praia de Âncora - Galeria Espaço d'Arte TLP, Porto.[3]
- 1995 - Galeria dos Paços do Concelho, Matosinhos.[3]
- 1998 - Galeria dos Paços do Concelho, Matosinhos.[3]
- 2000 - Galeria dos Paços do Concelho "Expressão do Silêncio", Matosinhos.[3]
- 2019 - Galeria SBN , Porto.

## Exposições conjuntas
- 1975 - Museu Soares dos Reis - "Levantamento da Arte do Século XX- Org. Centro de Arte Moderna do Porto, Porto [4]
- 1975 - Sociedade Nacional de Belas Artes - " Levantamento da Arte do Século XX" - Org. Centro de Arte Moderna do Porto, Lisboa. [4]
- 1977 - Grand Palais - Salon des Artistes Français, Paris [4]
- 1978 - Grand Palais - Salon d'Automne, Paris, [4]
- 1979 - I Bienal de Arte Contemporânea de Cerveira, V. N. Cerveira. [4]
- 1980 - Grand Palais - Salon des Artistes Français, Paris. [4]
- 1981 - Charlotte - Carolina do Norte - EUA.[1]
- 1981 - II Bienal de Arte Contemporânea de Cerveira, V. N. Cerveira. [4]
- 1983 - III Bienal de Arte Contemporânea de Cerveira, V. N. Cerveira. "Artistas do Porto", V, N. Cerveira. [4]
- 1984 - Palácio de Cristal - "Pequeno Formato", Porto. [4]
- 1984 - "l Exposição de Artes Plásticas da Câmara Municipal do Porto", Porto. [4]
- 1984 - XVIII Prix d'Art Contemporain de Monte Carlo, Mónaco. [4]
- 1985 - IV Bienal de Arte Contemporânea de Cerveira, V N. Cerveira. Grand Palais - " Salon des Artistes Français ", Paris. [4]
- 1988 - Operação Árvore - Arts Plastiques Contemporains Portugais, Bordéus e Pau. [4]
- 1988 - Galeria de Arte do Casino Estoril - "A mulher na arte portuguesa contemporânea", Estoril. [4]
- 1988 - Galeria de Arte do Casino Estoril - IX Salão de Outono, Estoril. "I Bienal de Gravura", Amadora, [4]
- 1989 - "O Porto e outras terras do Norte", Exponor-Matosinhos. [4]
- 1990 - "O Norte na Pintura", Exponor-Matosinhos. Exponor III, Exponor-Matosinhos. [4]
- 1991 - Portwein, Stuttgart. [4]
- 1993 - Centro Cultural de Belém - "Criarte", Lisboa. [4]
- 1994 - Palácio dos Pestanas - "Prémio Almada Negreiros", Porto. [4]
- 1994 - IV Bienal de Gravura", Amadora. [4]
- 1995 - Fund. Cupertino Miranda - "O Porto há 25 anos", Porto. [4]
- 1996 - Galeria de Arte do Casino Estoril - Salão de Aguarelas, Estoril. [4]
- 1999 - V Bienal de Gravura, Amadora. [4]
- 2009 - Galeria Cor Espontânea - Mostra coletiva "Arte Moderna", Porto.[5]
- 2014 - 27.º Salão de Outono - Casino Estoril, Estoril.[6]

## Prémios
- 1945 - Prémio Rodrigues Júnior.[4]
- 1946 - Prémio Rodrigues Júnior.[4]
- 1977 - Menção Honrosa do Salon des Artistes Français. [4][2]
- 1980 - Menção Honrosa do Salon des Artistes Français. [4][2]
- 1989 - Medalha de mérito cultural, "Grau Prata" - Câmara Municipal do Porto. [7]
- 2001 - Medalha de mérito cultural, "Grau Ouro" - Câmara Municipal do Porto. [7]
- 2013 - Homenageada pela Fundação Eng. António de Almeida.